# Ed Naha
Ed Naha (n. 10 iunie 1950, Linden⁠(d), New Jersey, SUA) este un scriitor și producător american de science-fiction.

## Biografie
Naha s-a născut în Linden, New Jersey, și a absolvit Universitatea Kean din New Jersey cu o diplomă în educație secundară în limba engleză.

## Carieră
La începutul carierei sale a fost jurnalist, scriind articole despre film și muzică rock pentru publicații americane precum Playboy, The Village Voice, Rolling Stone și The New York Post.
A lucrat în domeniul publicității și al dezvoltării artistice la Columbia Records, unde a fost îndrumat de producătorul John Hammond. În 1976, a produs albumul de muzică vorbită Inside Star Trek, în care apare creatorul serialului Gene Roddenberry și invitații William Shatner, DeForest Kelley și Mark Lenard. În același an, albumul Born to Run al lui Bruce Springsteen, pentru care Naha a fost coordonator A&R și a fost certificat cu aur. 
Romanul său polițist Cracking Up a fost nominalizat la Premiul Edgar pentru cel mai bun original broșat de către Mystery Writers of America în 1992. Printre romanele sale se numără adaptări în proză ale filmelor Dead-Bang, Ghostbusters II și ale primelor două filme RoboCop. Printre lucrările de non-ficțiune ale lui Naha se numără The Science Fictionary, The Films of Roger Corman: Brilliance on a Budget, Dune (film din 1984) și edițiile postume ale enciclopediei Rock a lui Lillian Roxon.